# Puntate di Percezioni
La prima stagione del docu-reality Percezioni, composta da 10 puntate, è stata trasmessa da Steel dal 1º maggio al 3 luglio 2012 mentre in chiaro su Italia 2 dal 24 maggio 2013.
| nº | Titolo                        | Prima TV       |
| -- | ----------------------------- | -------------- |
| 1  | Innocenza rubata              | 1º maggio 2012 |
| 2  | Gelosie pericolose            | 8 maggio 2012  |
| 3  | La vedova nera                | 15 maggio 2012 |
| 4  | L'ora delle streghe           | 22 maggio 2012 |
| 5  | Un veleno per sette anime     | 29 maggio 2012 |
| 6  | Diritto mortale               | 5 giugno 2012  |
| 7  | Il cavaliere senza pace       | 12 giugno 2012 |
| 8  | Il muro dei segreti           | 19 giugno 2012 |
| 9  | L'ultimo dei Rosacroce        | 26 giugno 2012 |
| 10 | La solitudine di un cavaliere | 3 luglio 2012  |

## Innocenza rubata
I partecipanti e la sensitiva si trovano nel castello di Montebello, in provincia di Rimini. Il castello è noto perché al suo interno vaga il fantasma di Azzurrina. La leggenda narra che sin dalla sua nascita la bambina fosse tenuta nascosta perché albina. La sua scomparsa è ancora oggi avvolta nelle nebbie del mistero.

## Gelosie pericolose
Il team di Percezioni si trova nel castello di Rivalta, nella Val di Trebbia.
Si racconta che all'interno di questo castello siano presenti due fantasmi in cerca di giustizia: quello di Pietro Zanardi Landi e quello del cuoco Giuseppe. Morti entrambi in circostanze oscure, vagano ancora oggi tra le mura del castello in cerca di vendetta.

## La vedova nera
La squadra visita il castello di Vicalvi, in provincia di Frosinone. La notorietà di questo castello, di cui oggi restano i ruderi, è legata alla leggenda della cortigiana Alejandra. Si racconta che il suo spirito sia stato visto più di una volta vagare tra le mura del castello in cerca di giovani di bell'aspetto.

## L'ora delle streghe
Il team di Percezioni visita il borgo di Triora, in provincia di Imperia. Il paese di Triora è noto per la caccia alle streghe. Si racconta che diverse donne del posto siano state accusate di stregoneria e interrogate dall'Inquisizione con i metodi più crudeli. Gli orrori di quel passato sembrano riaffiorare ancora oggi tra i vicoli antichi.

## Un veleno per sette anime
I ragazzi e la sensitiva si trovano nel castello di Fumone, in provincia di Frosinone. Oltre ad essere noto come l'ultima dimora di Celestino V, il castello è noto anche per la vicenda legata alla morte del piccolo Francesco Longhi. Si racconta che la madre impazzita di dolore cercasse vendetta e che il suo fantasma vaghi ancora oggi senza pace tra le mura del castello.

## Diritto mortale
La squadra di Percezioni visita il castello di Roccascalegna, in provincia di Chieti. La leggenda del castello è legata alla figura di Corvo de Corvis, uomo malvagio che si macchiò di orrendi crimini. Spietato anche dopo la sua morte, non ha smesso di girare per il castello anche dopo che la mano della giustizia ha posto fine alla sua crudeltà.

## Il cavaliere senza pace
I partecipanti e la sensitiva si trovano nel castello di Bardi, in provincia di Parma. La leggenda a cui è legato il castello narra dello sfortunato amore tra Soleste e Moroello. Privato con l'inganno del suo unico amore, Moroello infesta ancora il castello in attesa di una giustizia che non giungerà mai.

## Il muro dei segreti
Il team di Percezioni si trova nel castello di Poppi, in provincia di Arezzo. La leggenda racconta che nel castello abitasse la bella Matelda, che adescava giovani uomini per poi ucciderli dopo aver soddisfatto le sue voglie. Si dice che ancora oggi il suo fantasma vaghi in cerca di nuovi malcapitati.

## L'ultimo dei Rosacroce
Il team di Percezioni si trova nel Palazzo Spinola di Rosano in provincia di Alessandria. Secondo diverse testimonianze, all'interno del palazzo, attualmente disabitato, si sono verificate molte apparizioni. La più nota è legata alla figura di un misterioso cavaliere. Tra le mura disabitate ancora oggi sembrano risuonare misteriosi cori di antiche voci.

## La solitudine di un cavaliere
La squadra di Percezioni visita il castello di Zavattarello in provincia di Pavia. La notorietà del castello è legata alla storia d'amore, sangue e vendetta di Pietro Dal Verme. Si racconta che Pietro, dopo aver perso la prima moglie in circostanze oscure, sia stato a sua volta assassinato. Il suo fantasma vaga tra i camminamenti del castello in cerca di verità.